# Beatrice Draghetti
Beatrice Draghetti (Bologna, 3 marzo 1950) è una politica italiana, presidente della Provincia di Bologna dal 13 giugno 2004 al 31 dicembre 2014.

## Biografia
Laureata in filosofia, è stata dirigente nazionale dell'Azione Cattolica e responsabile nazionale dell'Azione cattolica dei ragazzi, ACR, dal 1986 al 1992. Insegna religione e lettere in una scuola media.

### In politica
Ha iniziato la sua attività politica nel 1995 con la partenza del pullman di Prodi per le elezioni politiche dell'anno successivo. In quello stesso periodo è stata nominata assessore provinciale, riconfermata nel 1999 e poi presidente provinciale nel 2004.
Ha aderito a I Democratici dell'Asinello, poi alla Margherita e oggi è esponente del Partito Democratico: si definisce ulivista convinta e cattolica.
In occasione delle elezioni amministrative del 2004 è stata eletta al primo turno presidente della provincia di Bologna, raccogliendo il 63,4% dei voti in rappresentanza di una coalizione di centrosinistra.
È sostenuta, in Consiglio provinciale, da una maggioranza costituita da:
- Partito Democratico (in precedenza DS e Margherita)
- Partito della Rifondazione Comunista
- Comunisti Italiani
- Verdi
- Italia dei Valori

Alla fine del 2008 PRC esce dalla coalizione per divergenze politiche culminate anche in occasione della mancata stabilizzazione dei dipendenti precari.
Il mandato amministrativo è stato rinnovato nelle elezioni del 2009. Resta in carica fino al 2014, quando la provincia di Bologna verrà soppressa per diventare Città metropolitana.